# Lil’ Flip
Lil’ Flip, właściwie Wesley Eric Weston Jr. (ur. 3 marca 1981 w Houston, Teksas) – amerykański raper.
Współpracował z takimi wykonawcami jak David Banner, Chamillionaire, Bun B, Young Buck, Dipset, Three 6 Mafia, Mr. Criminal czy Mr. Capone-e. Miał beef z raperem T.I.

## Dyskografia
- 2002: Undaground Legend
- 2004: U Gotta Feel Me
- 2007: I Need Mine
- 2009: Respect Me
- 2009: Underground Legend 2
- 2010: Ahead of My Time
- 2013: The Black Dr. Kevorkian
- 2015: El Jefe
- 2016: The Art of Freedom